# Rumburk
Rumburk (tjekkisk udtale: [ˈrumburk] ; tysk: Rumburg) er en by i distriktet  Děčín i  regionen Ústí nad Labem i Tjekkiet med  omkring 11.000 indbyggere. Det ligger på grænsen til Tyskland.
Rumburk består af bydelene Rumburk, Horní Jindřichov og Rumburk Dolní Křečany.

## Geografi
Rumburk ligger omkring 30 km  nordøst for Děčín. Den ligger i den fremtrædende region Šluknov Krogen på grænsen til Tyskland. Det er beliggende i det Lausitzer Bergland. Det højeste punkt er bakken Dymník der er 515 m over havets overflade. Floden  Mandau løber gennem byen.

## Historie
Den første skriftlige omtale af Rumburk er fra 1298. I 1377 omtales den allerede som en by. I 1566 erstattede et renæssanceslot en gammel borg, og Rumburk blev centrum for herregården Tolštejn.
Mellem 1713 og 1764 slog engelske købmænd sig ned her, og udenlandsk kapital har bidraget til en langsigtet udvikling af byen. I 1869 blev jernbanen bygget.
Rumburk var skueplads for Rumburk-oprøret i maj 1918. Indtil 1918 var Rumburg en del af det østrigske monarki (Østrigs side efter kompromiset i 1867), i distriktet af samme navn, en af de 94 Bezirkshauptmannschaften i Bøhmen.
I 1938 blev det besat af den nazistiske hær som en af kommunerne i Sudeterland. Den tysktalende befolkning blev fordrevet i 1945 og erstattet af tjekkiske bosættere ved at bruge det tilpassede navn Rumburk.

## Seværdigheder
Rumburk har et historisk centrum med mange værdifulde huse. I byen er der også vigtige monumenter af folkearkitektur - bindingsværkshuse. Området med 18 bindingsværkshuse er beskyttet ved lov som et landsbymonumentreservat.
Det vigtigste vartegn er det barokke Loreta-kapel. Det blev bygget efter planer af Johann Lukas von Hildebrandt i 1704-1707. Det er omgivet af et kloster med et loftmaleri fra Jomfru Marias liv, fire kapeller og et restaureret kapel med de hellige trin (bygget i 1768-1770). Loreta i Rumburk var et vigtigt mariansk pilgrimsrejsested for regionen i det Nordbøhmen og Oberlausitz.
Det tidligere kapucinerkloster og dets kirke Sankt Lawrence blev bygget i 1683-1685. Klosteret blev nedlagt i 1950 og bygningen fungerer nu som bibliotek. Kirken tjener stadig kulturelle og religiøse formål.
Den originale trækirke Sankt Bartholomew blev bygget i slutningen af det 12. eller begyndelsen af det 13. århundrede, den ældste skriftlige omtale stammer fra 1352. Bygningen blev alvorligt beskadiget af brande i 1515, 1624 og 1744. Dets nuværende udseende er fra genopbygningen i 1755.